# El Cid (jeu vidéo)
Pour les articles homonymes, voir Le Cid.
El Cid est un jeu vidéo d'action développé par Dro Soft (es) et édité par Mastertronic, sorti en 1987 sur Amstrad CPC, MSX et ZX Spectrum.